# Waldemar von Bausznern
Waldemar von Bausznern (né le 29 novembre 1866 à Berlin – mort le 20 août 1931 à Potsdam) est un compositeur allemand.

## Biographie
Né à Berlin, descendant de Saxons de Transylvanie, Bausznern est le fils d’un financier. Il a grandi à Budapest et en Transylvanie, alors en Autriche-Hongrie, mais aujourd'hui respectivement capitale de la Hongrie et région de Roumanie. De 1882 à 1886, il est l’élève de Friedrich Kiel et Woldemar Bargiel à l'Académie de musique de Berlin (Berliner Musikhochschule). Après 1909 il dirige la Hochschule für Musik Franz Liszt Weimar à Weimar. De 1916 à 1923 il est directeur du conservatoire Hoch. En 1923, Bausznern devient sous-secrétaire à l’Académie des arts de Berlin.

## Œuvres (sélection)
Musique pour piano
- Sonata eroica (1906)
- Prélude, fugue et final pour deux pianos (1914)
- 3 petites sonates (1916)
- 2 préludes et fugues Dem Gedächtnis der Toten - Den Lebenden (1916)
- Suite Nächtliche Visionen (1926)

Opéras
- Dichter und Welt
- Dürer in Venedig
- Herbort und Hilde
- Der Bundschuh
- Satyros

## Musique de chambre
- Sérénade pour clarinette, violon & piano (1898)[2].